# Questprobe
Questprobe es una trilogía de videojuegos de aventura gráfica con personajes de Marvel Comics. Los tres juegos son Questprobe featuring The Hulk, Questprobe featuring Spider-Man y Questprobe featuring Human Torch and the Thing.

## Diseño
Los juegos fueron diseñados por Scott Adams, desarrollado y publicado por Adventure International y el primero fue lanzado originalmente en 1984 para la Atari 8-bit, Apple II, ZX Spectrum, Commodore 16 y Commodore 64 con las secuelas que se publican cada año siguiente. El plan original era una serie de doce juegos, pero la quiebra de Adventure International en 1985 trajo un final rápido y prematuro a la línea.
El manual de Questprobe con Hulk acredita a John Romita Sr., Mark Gruenwald y Kem McNair con la creación del arte; sin embargo, no está claro si se trata del arte del juego o del manual. El manual presenta imágenes bastante detalladas. Después de este primer título de la serie, Scott Adams hizo una mejora importante en su motor de juegos de aventuras. Debido a esto, Questprobe con The Hulk fue mucho más rudo que los títulos posteriores de la serie. Solo podía manejar instrucciones de dos palabras a la vez y entendía muy pocos términos.
La segunda aventura de Questprobe que incluía a Spider-Man mejoró la interfaz de comando de "sustantivo verbo" de Hulk y permitió entradas de oraciones más completas. El título también incorporó gráficos mejorados.

## Juegos
- Questprobe featuring The Hulk (1984) para Acorn Electron, Atari 8-bit, BBC Micro, Commodore 64, Commodore 16 / + 4, DOS, Dragon 32, ZX Spectrum, TRS-80 Color Computer
- Questprobe featuring Spider-Man (1984) para Acorn Electron, Atari 8-bit, BBC Micro, Commodore 64, DOS, Dragon 32, ZX Spectrum, MSX
- Questprobe featuring Human Torch and the Thing (1985) para Amstrad CPC, Apple II, Atari 8-bit, Commodore 64, DOS, ZX Spectrum

Además, una compilación titulada Adventure Series 13+ fue lanzado por Tex-Comp en 1984 para la TI-99/4A.

## Juego de X-Men cancelado
El cuarto título de la serie iba a incluir X-Men. Este juego fue codificado en parte por Scott Adams, pero nunca vio la luz como un juego publicado, ya que Adventure International se declaró en quiebra durante su desarrollo en 1986.

## Cómics tie-ins
También se lanzó un cómic tie-in de "Questprobe". Originalmente pensada como una miniserie de 12 números, esta serie fue cancelada después del número 3 (noviembre de 1985) debido a la quiebra de Adventure International. La historia prevista para el número 4, con los X-Men, se publicó en Marvel Fanfare #33 (julio de 1987).
Los eventos del cómic Questprobe fueron seguidos más tarde en la serie Quasar.